# 1790-е годы до н. э.
1790-е годы до нашей эры — десятилетие, начавшееся 1 января 1799 года до н. э. и закончившееся 31 декабря 1790 года до н. э.

## Значимые люди
- Шамши-Адад I, Аморейт Царь Ассирийский (1809—1776 до н. э. (средняя хронология)
- Ся Цзинь, король Китая полулегендарной династии Ся (1810 до н. э. — 1789 до н. э.)
- Син-мубаллит, король Вавилона (1813—1792 (средняя хронология)
- Хаммурапи, король Вавилона (1792—1750 (средняя хронология)
- Сенебеф, Тринадцатая династия Фараон Египта (1800—1796 до н. э.)
- Нерикаре, тринадцатая династия фараона Египта (1796 г. до н. э.)
- Аменемхет V, тринадцатая династия фараона Египта (1796—1793 до н. э.)
- Амени Кемау, тринадцатая династия фараона Египта (1793—1791 до н. э.)
- Рим-Син, король Ларсы (1822—1763 до н. э., средняя хронология)
- Суму-эпух, король Ямхада (1810—1780 гг. до н. э., средняя хронология)

## Рождения
- Рим-Син, правитель ближневосточного города-государства Ларса, родился примерно в 1790 году до нашей эры в соответствии с оценками короткой хронологии.